# Квантово-каскадный лазер
Ква́нтово-каска́дный ла́зер — полупроводниковый лазер, излучающий в ближнем и дальнем инфракрасном диапазоне. Одна из последних моделей разработана Кейлом Францем и Стефаном Менцелем в Принстонском университете. В отличие от обычных полупроводниковых лазеров, которые излучают электромагнитные волны посредством рекомбинации электрон-дырочных пар, преодолевающих запрещенную зону полупроводника, излучение квантово-каскадного лазера возникает при переходе электронов между слоями гетероструктуры полупроводника и состоит из двух типов лучей, причём вторичный луч обладает весьма необычными свойствами и не требует больших затрат энергии.
Впервые идея появилась в статье Казаринова и Суриса «Возможности усиления электромагнитных волн в полупроводниках со сверхрешеткой». Данный тип лазеров может быть использован для наблюдения за уровнем загрязнения атмосферы, в охранных системах, а также в медицине, поскольку с его помощью потенциально возможно качественно и количественно определять содержание в тканях человека сложных химических соединений. А поскольку характерные размеры квантово-каскадных лазеров составляют порядка 3 мм, они могут быть непосредственно введены в организм человека.